# Hải tặc: Kho báu hoàng gia cuối cùng
Hải tặc: Kho báu hoàng gia cuối cùng (tiếng Hàn: 해적: 도깨비 깃발; Hanja: 海賊：鬼怪的旗幟; Romaja: Haejeog: Dokkaebi Gisbal; tiếng Anh: The Pirates: The Last Royal Treasure hoặc The Pirates: Goblin Flag) là một bộ phim điện ảnh phiêu lưu cổ trang Hàn Quốc của đạo diễn Kim Jeong-hoon thực hiện, diễn viên Kang Ha-neul và Han Hyo-joo thủ vai chính. Phim được phát hành tại các rạp vào tháng 1 năm 2022 trong dịp năm mới.

## Nội dung
Khi triều đại Cao Ly đang trên đà sụp đổ, một số tướng quân đã vơ vét của cải của triều đình và trốn ra biển. Nhiều năm sau, triều đại Triều Tiên đã được thành lập, một nhóm đạo tặc dẫn đầu bởi Woo Moo-chi trôi trên biển và được cứu bởi con tàu hải tặc của nữ Thuyền trưởng Hae-rang. Từ đó nhóm đạo tặc trở thành thành viên trong nhóm hải tặc. Khi tấn công một con tàu của Oa khấu, họ biết được có kho báu đang được cất giấu ngoài biển xa và lên đường đi tìm chúng. Trong khi đó, tên sát thủ máu lạnh Bu Heung-soo đã đề nghị hợp tác với một tướng quân phản loạn về việc đi tìm số kho báu trên.
Nhóm hải tặc tìm được một chiếc ngà voi, trên đó có đoạn mật mã hướng dẫn đến chỗ kho báu. Moo-chi và Mak-yi ăn cắp chiếc ngà voi, Mak-yi định bán nó cho một người đàn ông giàu có và gặp được cô gái lừa đảo tên Hae-geum, sau đó cả Mak-yi và Hae-geum đã bị Hae-rang bắt về tàu. Moo-chi giải mã đoạn mật mã trên chiếc ngà voi, dẫn cả nhóm đến vùng biển có xoáy nước ngầm, rồi tìm thấy những thùng bạc trong hang động. Moo-chi cho rằng vẫn còn số kho báu giá trị hơn đang được giấu ở nơi khác. Lúc này nhóm hải tặc đụng độ đội quân sát thủ của Heung-soo. Một cảnh hồi tưởng cho thấy năm xưa Moo-chi và Heung-soo từng là võ tướng trong quân đội triều đình, vì Heung-soo có bản tính tàn bạo đến nỗi giết cả lính của chính mình nên Moo-chi đành phải ra lệnh bắt giữ hắn, từ đó Heung-soo rất căm thù Moo-chi. Võ công của Heung-soo gần như áp đảo cả Moo-chi và Hae-rang, cả nhóm đành phải tẩu thoát.
Nhóm hải tặc hoàn toàn trắng tay khi những thùng bạc đều bị cá voi lưng gù nuốt mất. Họ nhớ lại một lá cờ có hình yêu tinh trong hang động, nó là manh mối dẫn đến Đảo Sấm sét - chỗ cất giấu số kho báu lớn hơn. Mak-yi, người từng phiêu bạt trên biển từ khi còn nhỏ, biết đường đến Đảo Sấm sét và đòi hỏi Hae-rang nhường lại chức thuyền trưởng cho mình, Hae-rang đồng ý. Hae-rang sau đó làm đầu bếp dưới khoang tàu, cô và Moo-chi bắt đầu nảy sinh tình cảm với nhau. Sau khi vượt qua vùng biển đầy sấm sét, nhóm hải tặc đã đến được Đảo Sấm sét. Đội quân sát thủ của Heung-soo cũng đến đây.
Tàu của đội quân sát thủ dùng súng thần công bắn chìm con tàu hải tặc. Moo-chi lên đỉnh núi đối đầu với Heung-soo, trong khi Hae-rang cùng các đồng đội khác đánh chiếm tàu của bọn sát thủ để có tàu trở về. Mak-yi phát hiện một đàn chim cánh cụt và cuối cùng tìm được kho báu, đó là một con tàu chứa đầy vàng được giấu trong hang đá. Mak-yi đã lái con tàu đó đến ứng cứu các đồng đội của mình. Tàu của đội quân sát thủ nổ tung sau cuộc giao chiến. Hae-rang đã lái tàu vượt qua những cơn sóng thần, giúp cả nhóm thoát khỏi nguy hiểm. Moo-chi đã giết chết Heung-soo trong trận đấu tay đôi trên đỉnh núi, rồi trở lại tàu với mọi người. Mak-yi trả lại chức thuyền trưởng cho Hae-rang. Nhóm hải tặc quyết định chia số kho báu cho dân nghèo khi họ về đến đất liền. Moo-chi và Hae-rang trao cho nhau nụ hôn lãng mạn dưới ánh hoàng hôn. Bộ phim kết thúc.

## Diễn viên
- Kang Ha-neul vai Woo Moo-chi.[2] Lồng Tiếng Việt: Hồ Tiến Đạt
- Han Hyo-joo vai Hae-rang.[3] Lồng Tiếng Việt: Phan Hoài Thương
- Lee Kwang-soo vai Mak-yi. Lồng Tiếng Việt: Trần Vũ
- Kwon Sang-woo vai Bu Heung-soo. Lồng Tiếng Việt: Trương Đình Anh Duy
- Chae Soo-bin vai Hae-geum. Lồng Tiếng Việt: Trần Nguyễn Linh Phương
- Oh Se-hun vai Han-goong.[4] Lồng Tiếng Việt: Nguyễn Anh Tuấn
- Kim Sung-oh vai Kang-seop. Lồng Tiếng Việt: Trần Ngọc San
- Park Ji-hwan vai Akwi. Lồng Tiếng Việt: Triệu Phương

Khách mời đặc biệt
- Sung Dong-il[5]